# Valeri Medvedtsev
Valeri Aleksejevitsj Medvedtsev (Russisch: Валерий Алексеевич Медведцев) (Izjevsk, 5 juli 1964) is een Russische voormalig biatleet. Medvedtsev is getrouwd met de biatlete Olga Medvedtseva, Medvedtsev is geschieden van de biatlete Natalja Snytina.

## Carrière
Medvedtsev behaalde zijn grootste succes in 1986  met het winnen van alle drie de wereldtitels. Tijdens de Olympische Winterspelen 1988 won Medvedtsev goud in de estafette en zilver in de individuele wedstrijd en op de sprint. In 1990 werd Medvedtsev wederom wereldkampioen op de 20 kilometer individueel. In 1992 moest Medvedtsev genoegen nemen met olympisch zilver.

## Belangrijkste resultaten

### Wereldkampioenschappen
| Jaar | Plaats                | Onderdeel   | Onderdeel | Onderdeel | Onderdeel |
| Jaar | Plaats                | Individueel | Sprint    | Team      | Estafette |
| ---- | --------------------- | ----------- | --------- | --------- | --------- |
| 1986 | Oslo                  | Goud        | Goud      |           | Goud      |
| 1987 | Lake Placid           | 4e          | 5e        | Zilver    |           |
| 1989 | Feistritz an der Drau | 27e         | 11e       | —         | —         |
| 1990 | Minsk                 | Goud        | 8th       | 4th       | 5th       |
| 1991 | Lahti                 | —           | 7e        | Brons     | —         |
| 1992 | Novosibirsk           |             |           | —         |           |
| 1993 | Borovets              | 57th        | 34th      | —         | Zilver    |
| 1994 | Canmore               |             |           | —         |           |

### Olympische Winterspelen
| Jaar | Plaats      | Onderdeel   | Onderdeel | Onderdeel |
| Jaar | Plaats      | Individueel | Sprint    | Estafette |
| ---- | ----------- | ----------- | --------- | --------- |
| 1988 | Calgary     | Zilver      | Zilver    | Goud      |
| 1992 | Albertville | —           | 25e       | Zilver    |
| 1994 | Lillehammer | 24e         | —         | —         |